# Daniel Wyder
Daniel Wyder (Wädenswil, 15 de febrer de 1962) va ser un ciclista suís, que fou professional entre 1984 i 1992. Durant la seva carrera combinà la carretera amb el ciclisme en pista, on va guanyar un Campionat del món en puntuació el 1988.

## Palmarès en carretera
- 1980
  -  Campió de Suïssa júnior en ruta
- 1981
  - 1r al Tour del Jura
- 1983
  - 1r a la Ronda de l'Isard d'Arieja
- 1990
  - 1r al Tour of the Americas i vencedor d'una etapa
  - 1r a la Volta a Florida i Puerto Rico
- 1990
  - Vencedor d'una etapa al Gran Premi de Brissago

### Resultats al Giro d'Itàlia
- 1985. 73è de la classificació general
- 1987. 72è de la classificació general
- 1988. 58è de la classificació general
- 1991. 87è de la classificació general

## Palmarès en pista
- 1988
  -  Campió del món en puntuació
  -  Campió de Suïssa en persecució